# John de Ufford
John de Ufford, scritto anche De Offord o semplicemente Ufford, (... – 20 maggio 1349) è stato un presbitero inglese, arcivescovo eletto di Canterbury nel 1349.

## Biografia
John de Ufford ricoprì cariche di rilievo durante il regno di Edoardo III. Fu il Lord custode del sigillo privato dal 1342 al 1344 e poi Lord cancelliere dal 1345 alla morte. Parallelamente all'attività politica, de Ufford avanzò anche tra i ranghi ecclesiastici. Tra il 1344 e il 1348 fu decano di Lincoln e nel 24 settembre 1348 con una bolla pontificia fu nominato arcivescovo di Canterbury. Tuttavia, morì per la peste nera nel maggio successivo, senza mai essere consacrato.